# Ratine
Ratine su naseljeno mjesto u općini Foči, Republika Srpska, BiH. Nalaze se južno od prometnice M18 (Sarajevo - Trnovo - Foča) i uz lokalnu cestu R434A. Susjedna sela su Poljice, Jeleč, Ocrkavlje, Govza i Drače. Cestom prema Dračama su rudnici.
Godine 1962. godine pripojene su naselju Dračama. (Sl.list NRBiH, br.47/62).

## Stanovništvo
| Narod     | Popis 1961. |
| --------- | ----------- |
| Hrvati    |             |
| Muslimani | 132         |
| Srbi      | 1           |
| ostali    |             |
| Ukupno    | 133         |